# Звірево
Звєрево (рос. Зверево) — місто (з 1989) в Ростовської області Росії, більший із двох населених пунктів однойменного міського округу. Населення — 23 040 осіб (1 січня 2010 року). Щільність населення — 783 осіб/км².

## Географія
Місто розташоване в східній частині Донецького кряжу за 110 км від Ростова-на-Дону, за 21 км від Гуково. Площа території Звєрево становить 31,21 км².
У межах муніципального утворення «Місто Звєрево» знаходиться ще один населений пункт — хутір Трудовий, який не є муніципальним утворенням.

## Історія

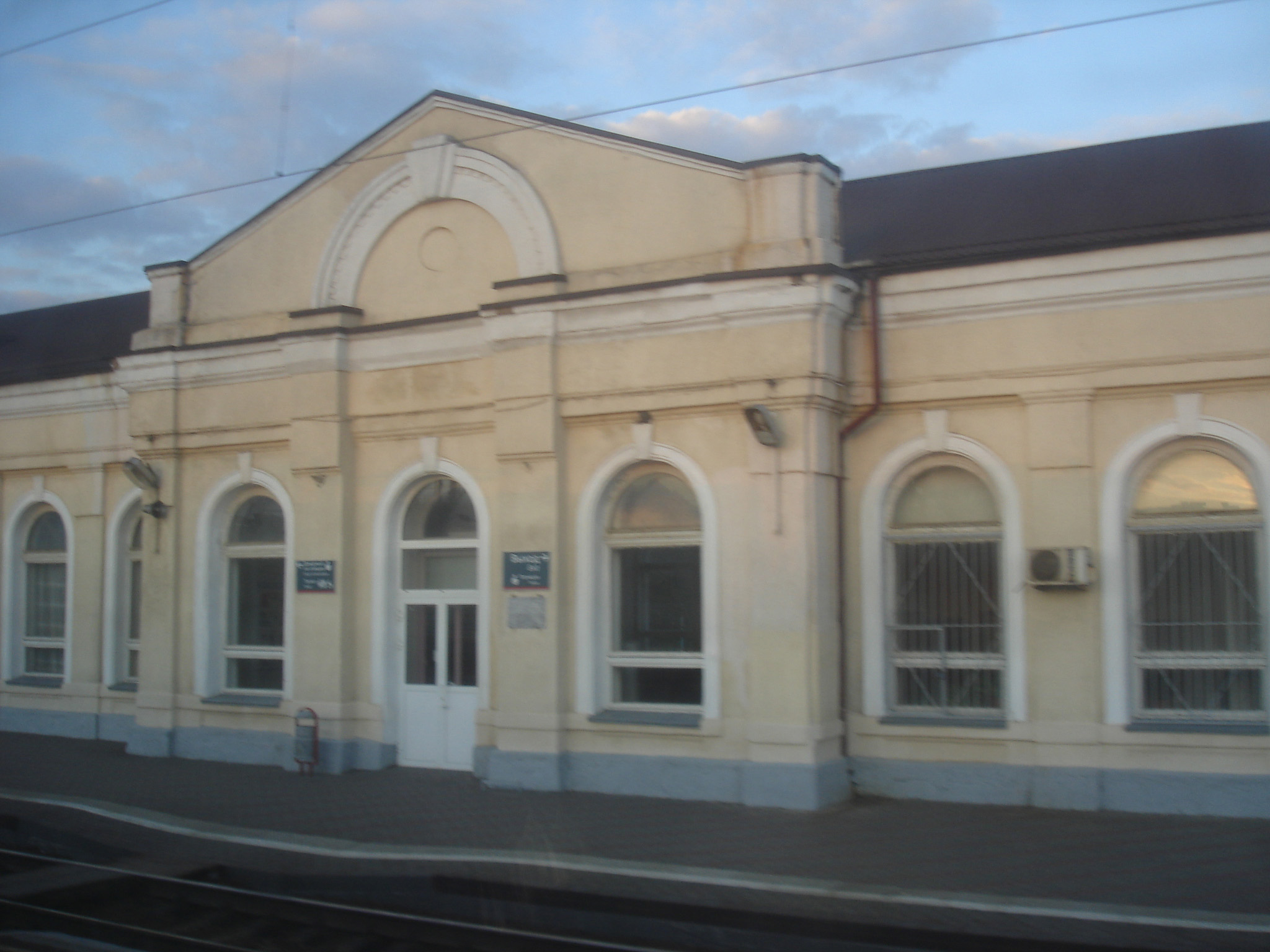
Будівля Звірево (станція) вид зі залізничних шляхів

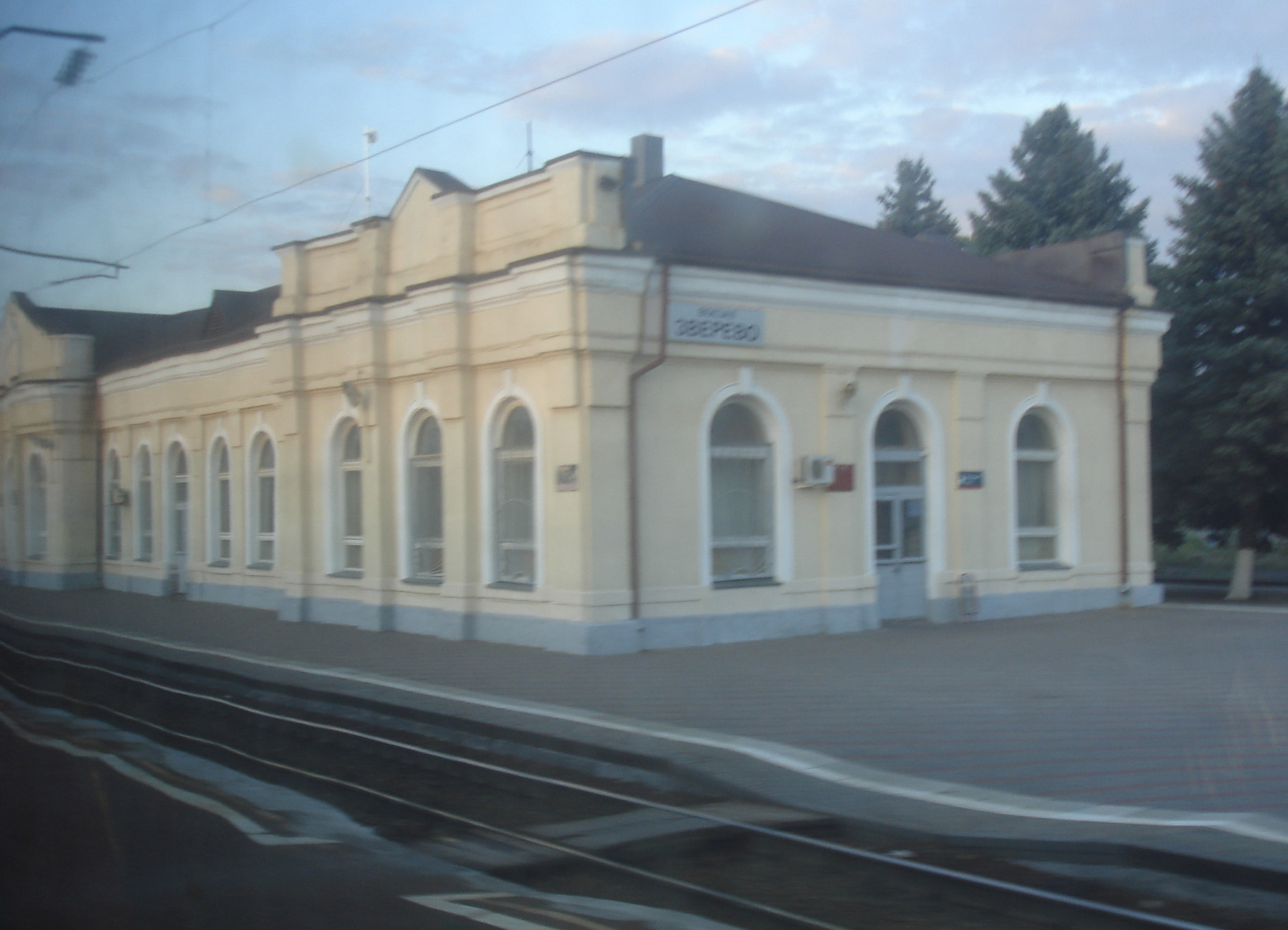
Будівля залізничної станції Звірево (станція)

Звєрево — наймолодший з міських округів Ростовської області.
У цій місцині був хутір, що належав братам-поміщикам Звєревим. Вони надали дозвіл на прокладання залізниці через свої землі в обмін на те, що станцію назвуть їхнім прізвищем. Населений пункт довкола залізничної станції розростався завдяки селянам з України й центральних губерній Російської імперії.
1894 року споруджена нова будівля залізничної станції замість старої дерев'яної, що згоріла напередодні внаслідок пожежі. Якраз мурована будівля вокзалу збереглася до сьогодні.
Наприкінці ХІХ століття поселення довкола залізничної станції складалося з 4 вулиць без назв і 50 житлових будинків. Шахтарське селище виникло на початку XX століття.
До 1905 року тут працювали дві залізничні школи. Під час революції в Російській імперії 1905-1907 років місцеві залізничники брали участь у загальному страйку, на його придушення влада скеровувала до Звєрева загін козаків.
Населений пункт входив до територій, які у 1920 році були передані до складу Донецької губернії УРСР, але у 1924 відійшли до РРФСР.
В 1929 році Звєрево отримало статус робітничого селища. На момент утворення Ростовської області був центром однойменного району, який був скасований в 1963 році, одночасно робітниче селище Звєрево був переданий у підпорядкування Гуковского міськради.
В 1989 році Звєрево отримало статус міста обласного підпорядкування. В адміністративному підпорядкуванні міста перебували Червонопартизанська сільрада (5 сільрад) і 3 станції.
У селищі похований льотчик, Герой Радянського Союзу — Докукін Іван Архипович. В 2010 році на його честь було відкрито пам'ятник.